# Benna
Benna – miejscowość i gmina we Włoszech, w regionie Piemont, w prowincji Biella.
Według danych na styczeń 2009 gminę zamieszkiwało 1171 osób przy gęstości zaludnienia 124,6 os./1 km².